# قائد القوات الجوية (الصومال)
قائد القوات الجوية (بالصومالية: Taaliyaha Ciidamada Cirka Somaaliyeed)‏ هو قائد عمليات الحرب الجوية والرئيس التنفيذي للقوات الجوية الصومالية، وهو تابع لقائد القوات المسلحة ووزارة الدفاع، القائد الحالي للقوات الجوية هو العميد محمود شيخ علي.

## قائدة القوات الجوية

### الجمهورية الصوماليةوجمهورية الصومال الديمقراطية(1960–1994)
| No. | الصورة           | قائد القوات الجوية                  | Took office | Left office | Time in office | Ref   |
| --- | ---------------- | ----------------------------------- | ----------- | ----------- | -------------- | ----- |
| 1   | علي متان حاشي    | العميد علي متان حاشي (1927–1978)    | 1969        | 1978        | 9 سنوات        | –     |
| 2   | محمد محمود جوليد | العميد محمد محمود جوليد (1943–2016) | 1978        | 1983        | 5 سنوات        | [ 4 ] |
| 3   | محمد نور طودي    | العميد محمد نور طودي                | 1983        | 1987        | 4 سنوات        | [ 5 ] |
| (4) | نور علمي عداوي   | الكولونيل نور علمي عداوي Acting     | 1978        | 1991        | 4 سنوات        | -     |
| 5   | سليمان محمد قمبي | سليمان محمد قمبي (ولد 1940)         | 1991        | 1994        | 3 سنوات        | [ 6 ] |

### الحكومة الانتقالية وجمهورية الصومال الفيدرالية (2012–حاليًا)
| No. | الصورة        | قائد القوات الجوية   | Took office | Left office | Time in office   | Ref   |
| --- | ------------- | -------------------- | ----------- | ----------- | ---------------- | ----- |
| 1   | محمود شيخ علي | العميد محمود شيخ علي | أكتوبر 2012 | Incumbent   | 12 سنوات و5 شهور | [ 7 ] |